# Asterix & Obelix: Missie Cleopatra
Asterix & Obelix: Missie Cleopatra (originele titel: Astérix & Obélix: Mission Cléopâtre) is een Franse film uit 2002 gebaseerd op het album Asterix en Cleopatra uit de Asterix-stripreeks. De film is een vervolg op Asterix & Obelix tegen Caesar. Christian Clavier en Gérard Depardieu vertolkten weer de titelrollen. De regie was ditmaal in handen van Alain Chabat. Het was destijds de duurste Franse film ooit gemaakt.
In tegenstelling tot de vorige film, die plotelementen uit verschillende Asterix-strips gebruikte, is deze film gebaseerd op slechts een stripverhaal. De film volgt ook daadwerkelijk de verhaallijn uit dit stripverhaal. Het is tevens de tweede verfilming van bovengenoemde strip. In 1968 verscheen al een tekenfilmversie.
In 2002 was deze komedie de meest succesrijke film in Frankrijk.

## Verhaal
Cleopatra en haar geliefde Julius Caesar kibbelen over wat het meest toonaangevende rijk ter wereld is. Cleopatra houdt vol dat dit Egypte is maar Caesar beweert dat het Romeinse Rijk het toonaangevendst is. Hij vindt de Egyptenaren juist decadent en stelt dat de grootsheid, zo ook de piramiden, van deze beschaving van een ver verleden is. De ruzie escaleert en Cleopatra gaat een weddenschap met Caesar aan: haar volk zal binnen drie maanden een nieuw paleis bouwen voor Caesar. Als dat lukt, moet Caesar erkennen dat de Egyptenaren het grootste volk ter wereld zijn.
Cleopatra geeft de taak van de bouw aan haar architect Tekenis. Ze belooft hem dat ze hem met goud zal overladen als hij slaagt. Maar als hij faalt, wordt hij aan de heilige krokodillen gevoerd. Tekenis beseft dat hij de opdracht nooit zonder hulp kan vervullen, en besluit de hulp in te roepen van Panoramix en diens toverdrank. Ook Asterix en Obelix gaan mee naar Egypte.
In Egypte komt het trio al snel problemen tegen. Tekenis wordt namelijk tegengewerkt door een rivaal genaamd Astmagoedis, die kwaad is dat hij niet de taak voor het bouwen van het paleis heeft gekregen. Hij zet de arbeiders aan tot staken, maar wanneer Panoramix hen allemaal toverdrank geeft zodat ze veel sneller kunnen werken geven ze hun staking op. Astmagoedis haalt nog meer streken uit. hij laat de Galliërs opsluiten in een piramide en stuurt Cleopatra namens de Galliërs een giftige taart. De Galliërs weten zich keer op keer uit de lastige situaties te redden.
Er dreigt nog een tweede gevaar. Caesar ontdekt wat er gaande is bij de bouw van het paleis en besluit in te grijpen uit angst de weddenschap toch te verliezen. Hij laat het nog niet afgemaakte paleis belegeren en probeert het met katapulten te verwoesten. Asterix en Idéfix gaan erop uit om Cleopatra te waarschuwen waarna ze zelf naar de bouwplaats komt om Caesar te stoppen. Ondertussen drinken Tekenis en Astmagoedis beide van de toverdrank, en vechten eindelijk hun rivaliteit uit.
Dankzij de Galliërs slaagt Tekenis in zijn opdracht en moet Caesar zijn ongelijk erkennen. Tekenis wordt bedolven onder goud en Panoramix krijgt als dank bijzondere manuscripten uit de Bibliotheek van Alexandrië. Een groot feest volgt.

## Cast
| Acteur            | Personage     | Stem in Nederlandse versie |
| ----------------- | ------------- | -------------------------- |
| Christian Clavier | Asterix       | Koen Van Impe              |
| Gérard Depardieu  | Obelix        | Wim Opbrouck               |
| Claude Rich       | Panoramix     | Ugo Prinsen                |
| Monica Bellucci   | Cleopatra     | Sandrine André             |
| Jamel Debbouze    | Tekenis       | Kurt Rogiers               |
| Alain Chabat      | Julius Caesar | Jan Elbertse               |
| Gérard Darmon     | Astmagoedis   |                            |
| Edouard Baer      | Otis          |                            |
| Noémie Lenoir     | Guimieukis    |                            |
| Bernard Farcy     | Roodbaard     |                            |
|                   | Pardonservice | Bert André                 |
|                   | Nixusus       | Gène Bervoets              |

## Prijzen/nominaties
- In 2002 werd “Asterix & Obelix: Missie Cleopatra” genomineerd voor een Audience Award in de categorie “beste acteur” (Alain Chabat).
- In 2003 werd de film genomineerd voor vier César awards, waarvan hij er 1 won:
  - Beste kostuumontwerp (gewonnen)
  - Beste productieontwerp
  - Beste mannelijke bijrol (Gérard Darmon)
  - Beste mannelijke bijrol (Jamel Debbouze)

## Trivia
- Voor de Amerikaanse markt werd de film met 21 minuten ingekort. Bij de nasynchronisatie werden de nodige extra grappen toegevoegd.
- Asterix wordt in de film verliefd op een hofdame van Cleopatra genaamd Gymijekis, wat je uitspreekt als “Give me a kiss”.
- In het paleis wordt de lift in gebruik genomen. Tekenis zegt dat dit een uitvinding is van Otis, een verwijzing naar liftbouwer Otis.
- In deze film doen ook de bekende piraten mee, wiens schip meerdere malen zinkt in de film.
- In de film heeft Wally van Waar is Wally? een cameo wanneer Astmagoedis van een afstand de bouwplaats bekijkt.
- Tijdens de eerste aanval op het paleis wordt The Imperial March gespeeld.